# Comuna Culciu, Satu Mare
Culciu (în maghiară: Kolcs) este o comună în județul Satu Mare, Transilvania, România, formată din satele Apateu, Cărășeu, Corod, Culciu Mare (reședința), Culciu Mic și Lipău.

## Așezare
Comuna este situată în Câmpia Someșului, pe stânga râului Someș.

## Demografie
Componența etnică a comunei Culciu
     Maghiari (49%)
     Români (42,73%)
     Romi (1,59%)
     Alte etnii (0,24%)
     Necunoscută (6,44%)
Componența confesională a comunei Culciu
     Reformați (44,13%)
     Ortodocși (38,55%)
     Greco-catolici (3,23%)
     Romano-catolici (2,8%)
     Penticostali (2,21%)
     Alte religii (2,24%)
     Necunoscută (6,84%)
Conform recensământului efectuat în 2021, populația comunei Culciu se ridică la 3.712 locuitori, în scădere față de recensământul anterior din 2011, când fuseseră înregistrați 3.884 de locuitori. Cei mai mulți locuitori sunt maghiari (49%), cu minorități de români (42,73%) și romi (1,59%), iar pentru 6,44% nu se cunoaște apartenența etnică. Din punct de vedere confesional, cei mai mulți locuitori sunt reformați (44,13%), cu minorități de ortodocși (38,55%), greco-catolici (3,23%), romano-catolici (2,8%) și penticostali (2,21%), iar pentru 6,84% nu se cunoaște apartenența confesională.

## Politică și administrație
Comuna Culciu este administrată de un primar și un consiliu local compus din 13 consilieri. Primarul, Zsolt-Eduárd Kallos[*], de la Uniunea Democrată Maghiară din România, este în funcție din octombrie 2020. Începând cu alegerile locale din 2024, consiliul local are următoarea componență pe partide politice:
|  | Partid                                 | Consilieri | Componența Consiliului | Componența Consiliului | Componența Consiliului | Componența Consiliului | Componența Consiliului | Componența Consiliului | Componența Consiliului |
|  | -------------------------------------- | ---------- | ---------------------- | ---------------------- | ---------------------- | ---------------------- | ---------------------- | ---------------------- | ---------------------- |
|  | Uniunea Democrată Maghiară din România | 7          |                        |                        |                        |                        |                        |                        |                        |
|  | Partidul Social Democrat               | 3          |                        |                        |                        |                        |                        |                        |                        |
|  | Partidul Național Liberal              | 2          |                        |                        |                        |                        |                        |                        |                        |
|  | Forța Dreptei                          | 1          |                        |                        |                        |                        |                        |                        |                        |

## Economie
Culturi de cereale și de sfeclă de zahăr.

## Atracții turistice
Biserici cu acelasi hram („Sf. Arhangheli Mihail și Gavrilă”) în satele componente Cărășeu (secolul XIX) și Lipău (1836).

## Personalități
Ilie Carol Barbul - avocat și om politic român născut la Lipău.